# Quichua inga
El quichua inga (Inga Kichwa, Inka Kichwa) son las variedades del quechua (quichua norteño) habladas en Colombia (departamento de Putumayo) por la etnia llamada Inga.
Hay dos variedades regionales: el inga andino (código inb), hablado en el valle del Sibundoy, y el inga amazónico (código inj), hablado a orillas del río Putumayo (Valsayacu o, en ortografía kichwa, Walsayaku).
Una característica de esta variedad es la pérdida del sonido correspondiente en castellano a /sh/, siendo reemplazado por una /s/ en todos los casos:
Shamuy -> Samuy
Shuk -> Suk

## Fonemas consonánticos
|             | Labiales | Alveolares | Palatales | Velares |
| ----------- | -------- | ---------- | --------- | ------- |
| Oclusivas   | p b      | t d        |           | k g     |
| Fricativas  |          | s          | ʃ         | x       |
| Africadas   |          | t͡s         | t͡ʃ        |         |
| Nasales     | m        | n          | ɲ         |         |
| Laterales   |          | l          | ʎ         |         |
| Vibrantes   |          | r          |           |         |
| Semivocales | w        |            |           |         |

## Fonemas vocálicos

Distribución mundial de las lenguas quechuas

|       | Anteriores | Dentales | Posteriores |
| ----- | ---------- | -------- | ----------- |
| Altas | i          |          | u           |
| Bajas |            | a        |             |